# Mobile High-Definition Link
MHL — (англ. Mobile High-Definition Link) — стандарт мобільного аудіовідео інтерфейсу, котрий об'єднує у собі функціональність інтерфейсів HDMI та MicroUSB. Даний інтерфейс дозволяє підключати мобільні пристрої до телевізорів та моніторів і передавати зображення у форматі Full HD.

## Ключові точки
- Січень 2008 року на конференції Consumer Electronics Show був продемонстрований інтерфейс зв'язку мобільного телефону котрий базувався на технології Transmission-Minimized Differential Signaling. Під час демонстрації цей інтерфейс був названий «Mobile High Definition Link».
- У квітні 2010 року був сформований консорціум MHL(англ. MHL Consortium) до якого увійшли компанії Nokia, Samsung, Silicon Image, Sony та Toshiba
- Червень 2010 була представлена перша версія специфікації стандарту.
- Відповідні специфікації тестів(Compliance Test Specification) були представлені 21 грудня 2010 року.
- На конференції Mobile World Congress був представлений телефон Samsung Galaxy S II, це перший телефон з підтримкою даного стандарту.

## Особливості
Під час підключення телефону для передачі контенту відбувається і його одночасне заряджання — що є важливим, оскільки у протилежному випадку телефон дуже швидко розряджався б.